# 인스티즈
인스티즈(instiz)는 2009년 8월에 서비스를 시작한 대한민국의 일부 유료 커뮤니티이다.
인스티즈(영어: Instiz)는 본능을 뜻하는 영어 단어인 '인스팅트'(영어: Instinct)에서 유래되었다.
인스티즈는 각종 연예계, 유머, 이슈 글들이 업로드되고, 약 50만 가량의 회원을 보유하고 있다.